# Андрій Володимирович Серпуховський

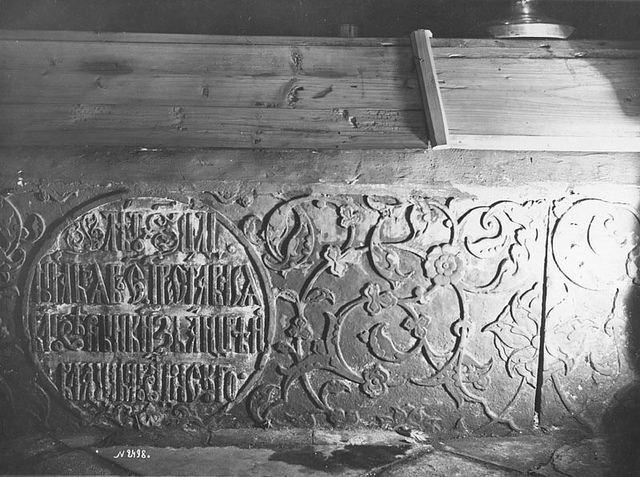
Архангельський собор Московського Кремля. Надгробок кн. Андрія Радонезького у північної стіни. Фото І. Ф. Барщевського 1895 З колекцій Музею архітектури ім. А. В. Щусева

Андрій Володимирович (приблизно 1380-ті — 1426) — князь Серпуховський (1422—1426), Радонезький (1410—1426), Борівський (1410—1426), третій син Володимира Андрійовича Хороброго.
Дружина: дочка боярина Івана Дмитровича Всеволозького.
Дочка: Анастасія — дружина князя Василя Юрійовича Косого.
Помер у 1426 від епідемії морової виразки, разом з братами Симеоном та Ярославом. Похований у Архангельському соборі Московського Кремля.